# 8769 Arctictern
8769 Arctictern este un asteroid din centura principală de asteroizi.

## Descriere
8769 Arctictern este un asteroid din centura principală de asteroizi. A fost descoperit pe 29 septembrie 1973 la Observatorul Palomar de Cornelis Johannes van Houten, Ingrid van Houten-Groeneveld și Tom Gehrels. Asteroidul prezintă o orbită caracterizată de o semiaxă mare de 2,69 ua, o excentricitate de 0,05 și o înclinație de 3,1° în raport cu ecliptica.